# Ashley National Forest
Der Ashley National Forest ist ein 5.601 km² großer National Forest in den Vereinigten Staaten von Amerika. Der Wald im Bundeseigentum liegt zum Großteil im nordöstlichen Utah (5.212 km²) und zu einem kleinen Teil im südwestlichen Wyoming (389 km²). Wie alle National Forests ist er im Bundesbesitz und wird intensiv forstwirtschaftlich genutzt.
Vor allem das Flaming Gorge Reservoir und die Uinta Mountains, in denen mit dem Kings Peak (4.125 m) der höchste Punkt Utahs liegt, prägen die Landschaft des Gebietes.
Innerhalb des Gebietes gibt es diverse Freizeit- und Erholungsangebote. So gibt es über 1.100 Campingmöglichkeiten. Zudem ist Angeln und Jagen erlaubt und das Flaming Gorge Reservoir ist ein beliebtes Wassersportrevier.

## Flora und Fauna
Ein Großteil sind Wälder, in denen die dominante Baumart Küsten-Kiefern sind. Häufig kommen hier auch Bäume, wie die Engelmann-Fichte, oder Douglasien vor. Aber auch Pappeln und die auffallende Amerikanische Zitterpappel wachsen hier. Der Baumbestand ist damit für die Wälder in Utah eher ungewöhnlich, da sonst meist Wacholder und Pinyon-Kiefern dominieren.
Zu den dort heimischen Tierarten gehören Fischotter, Pumas, Wapiti, Schwarzbären und Schneehühner.

## Schutzgebiete innerhalb des Waldes
Mit der High Uintas Wilderness gibt es ein Totalreservat, welches als Wilderness Area ausgezeichnet ist. Von diesem liegen 60,5 % der Gesamtfläche der Wilderness im Ashley National Forest, während der Rest im  Wasatch-Cache National Forest liegen.
Zudem liegt um das Flaming Gorge Reservoir mit der Flaming Gorge National Recreation Area ein National Recreation Area.

## Geschichte
Von Europäer wurde das Gebiet erstmals von spanischen Entdeckern im Jahr 1776 betreten. Vollständig erkundet und kartografiert wurde es jedoch erst 1825 im Auftrag von William Henry Ashley, nachdem seine Pelzjäger im Vorjahr reiche Beute an Tierfellen in diesem Gebiet gemacht hatten.
Er war auch Namensgeber bei der Einrichtung des National Forest am 1. Juli 1908 durch Präsident Theodore Roosevelt. Vorher war das Gebiet zum Teil bereits 1905 als Teil des Uinta Forest Reserve verwaltet worden.
Am 1. Oktober 1968 erweiterte Präsident Lyndon B. Johnson das Gebiet um 485 km², indem er die Flaming Gorge National Recreation Area einrichten und hinzufügen ließ.

## Bilder

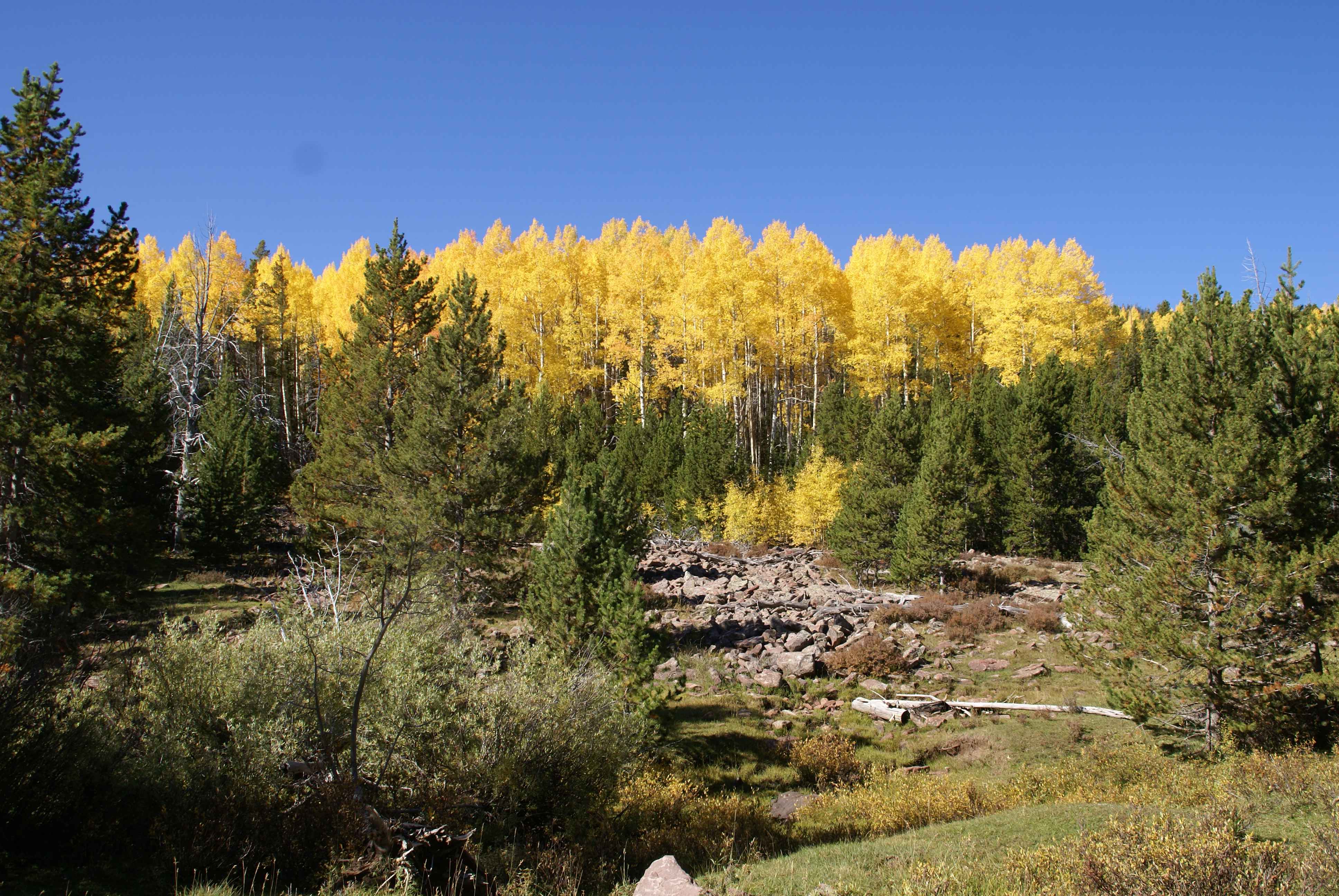
Im Wald
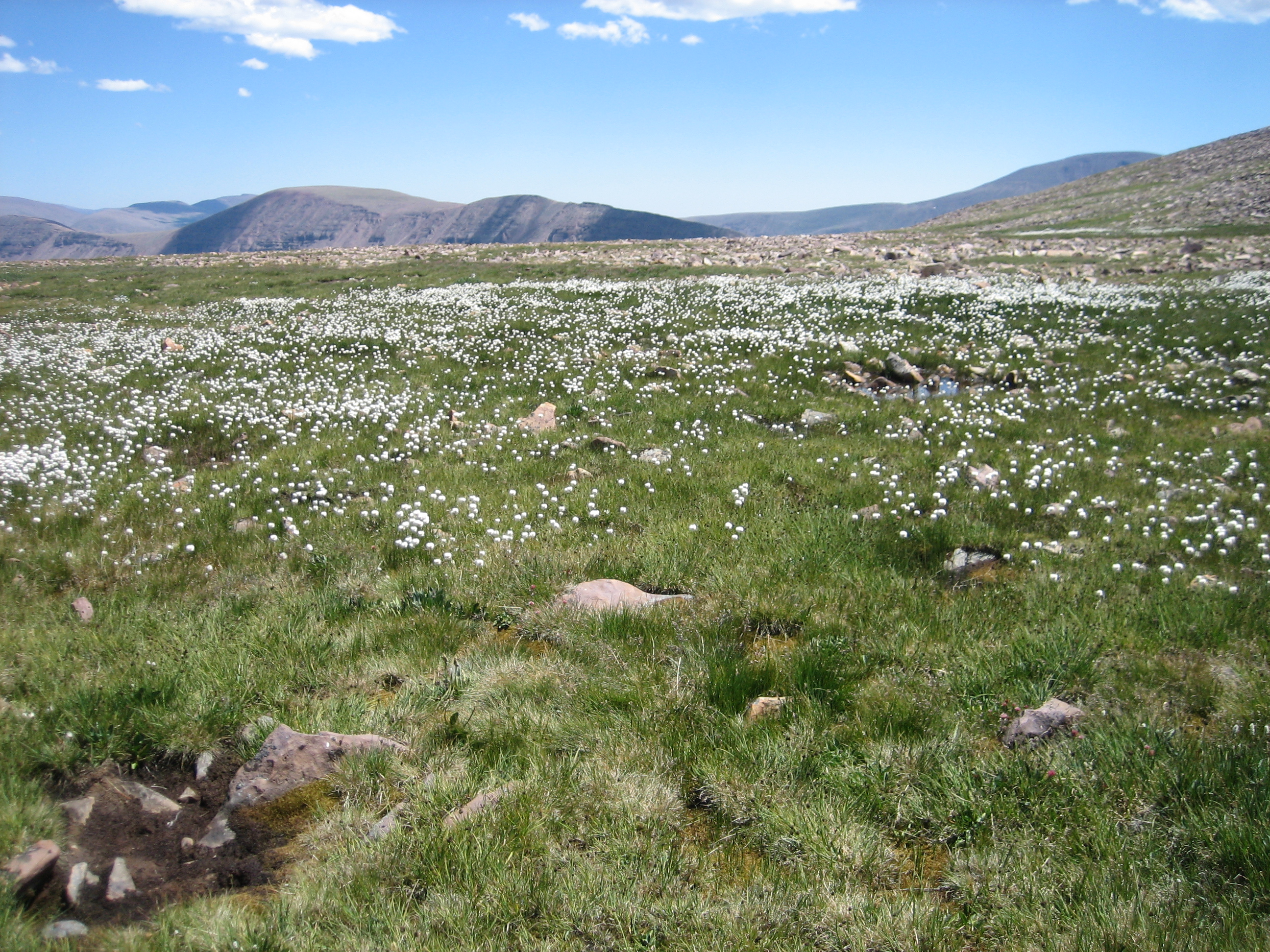
Blick auf die High Uintas Wilderness
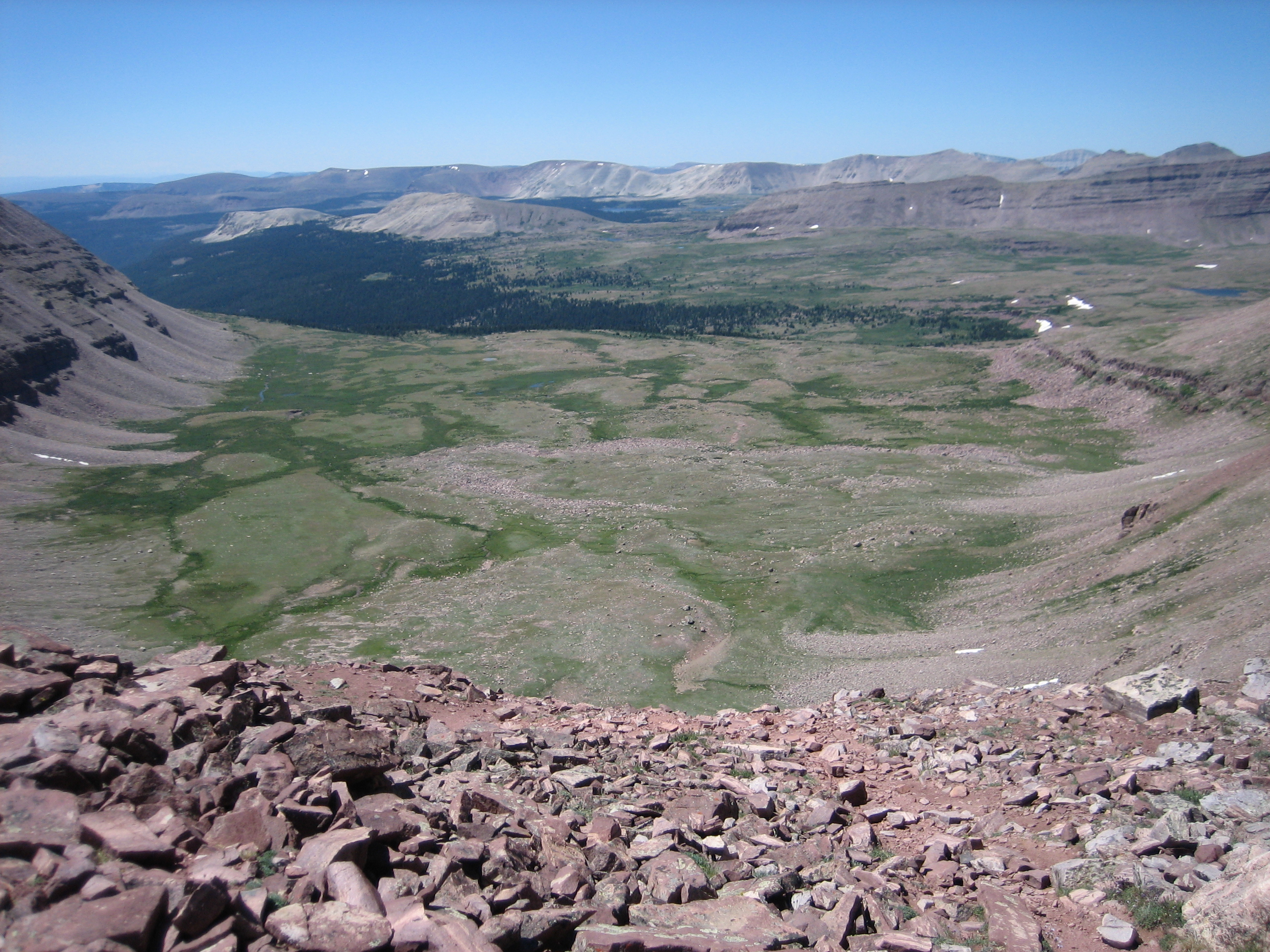
Die High Uintas Wilderness gesehen vom Anderson Pass
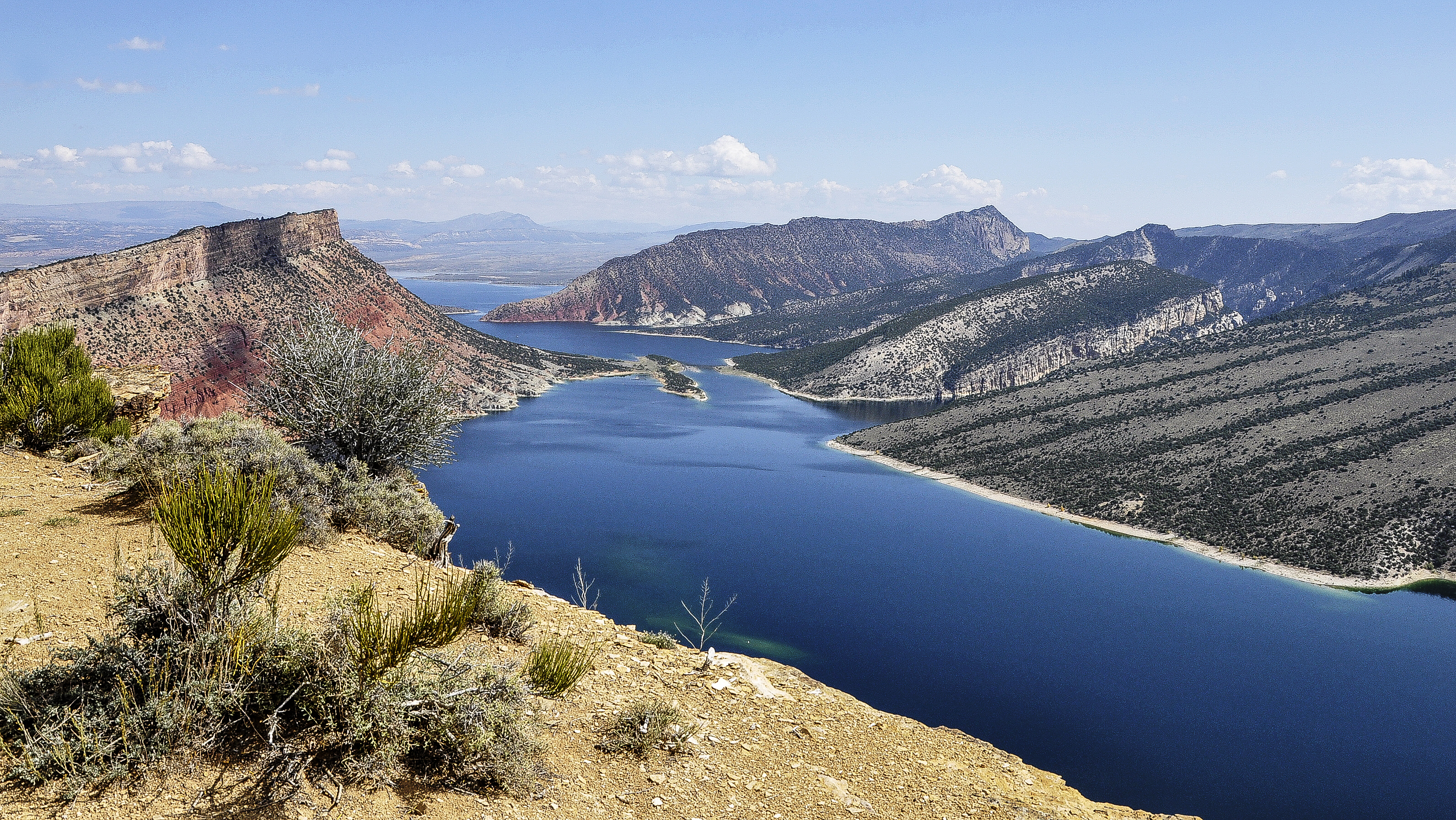
Blick auf die Flaming Gorge National Recreation Area